# Alan Alda

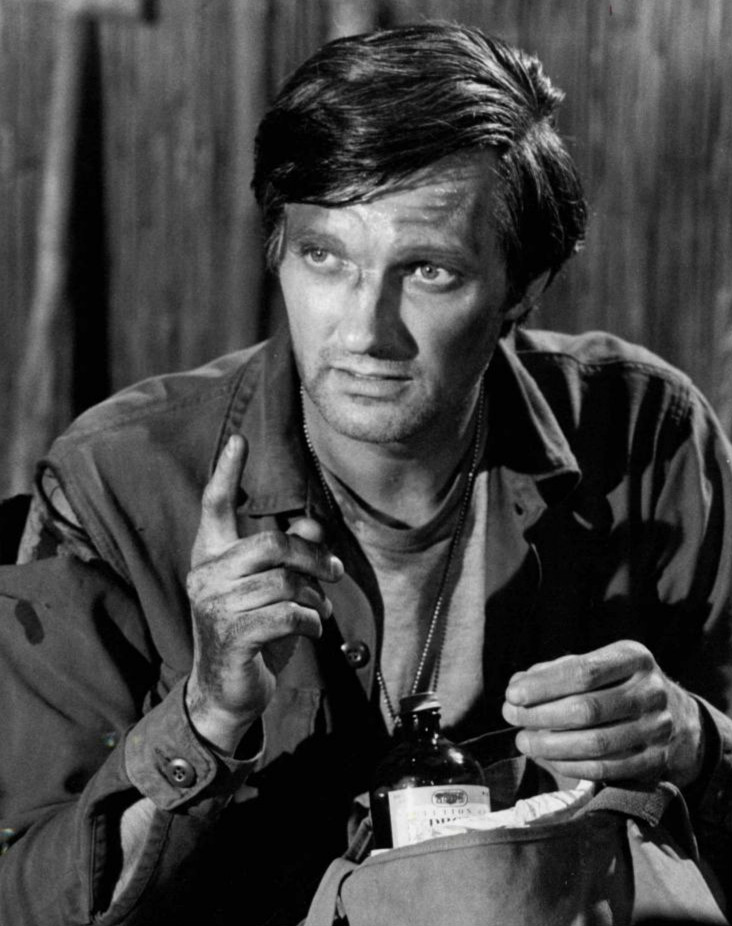
Alan Alda (1975)

Alan Alda, pseudoniem van Alphonso Joseph d'Abruzzo (New York, 28 januari 1936), is een Amerikaanse acteur, schrijver, regisseur en politiek activist. Hij is de zoon van de Italiaans-Amerikaanse acteur Robert Alda en voormalig Miss New York Joan Brown. 
Toen Alan Alda zeven jaar was, kreeg hij polio, wat hem twee jaar aan het bed gekluisterd hield. In 1956 studeerde hij af aan de Fordham University. Tijdens zijn eerste jaar studeerde hij in Rome en was hij met zijn vader in Amsterdam te zien op de tv. Na zijn afstuderen zat hij zes maanden bij de U.S. Army Reserve en was hij kanonnier in Korea. Een jaar later trouwde hij met zijn huidige vrouw Arlene. Ze hebben drie kinderen en acht kleinkinderen.
Alda begon zijn carrière in de jaren vijftig, als lid van de revuegroep Compass Players. Een van zijn eerste rollen was voor de televisieserie Secret File, U.S.A., die in Amsterdam werd opgenomen.
Hij werd bij een groot publiek bekend door zijn rol van Hawkeye Pierce in de televisiereeks M*A*S*H en als presentator van het televisieprogramma Scientific American Frontiers.
Alan Alda speelde ook het personage van de Nobelprijs-winnende natuurkundige Richard Feynman in het toneelstuk 'QED'. Dit stuk is bijna een eenmansproductie, met één hoofdrolspeler. Het werd geschreven door Peter Parnell, maar Alda produceerde en inspireerde het.
Voor zijn (bij)rol in The Aviator werd hij genomineerd voor een Oscar. In 2018 werd de Screen Actors Guild Life Achievement Award aan hem toegekend.
In 2019 maakte Alda bekend dat hij al drie jaar aan parkinson leed.

## Filmografie
- Marriage Story (2019) - Bert Spitz
- Horace and Pete (2016) - Uncle Pete
- Bridge of Spies (2015) - Thomas Watters
- The Longest Ride (2015) - Ira Levinson
- The Blacklist (serie) (2013-heden) - Alan Fitch (seizoen 1 en 2)
- The Big C (televisieserie) - Dr. Atticus Sherman (afl. Musical Chairs, 2011, Fight or Flight, 2011, The Darkest Day, 2011, Thin Ice, 2012)
- Wanderlust (2012) - Carvin Wiggins
- Tower Heist (2011) - Arthur Shaw
- 30 Rock (televisieserie) - Milton Green (afl. Mamma Mia, 2009, Kidney Know!, 2009, Christmas Attack Zone, 2010)
- Nothing But the Truth (2008) - Alan Burnside
- Flash of Genius (2008) - Gregory Lawson
- Diminished Capacity (2008) - Rollie Zerbs
- Resurrecting the Champ (2007) - Ralph Metz
- The West Wing (televisieserie) - Senator Arnold Vinick (28 afl., 2004-2006)
- The Aviator (2004) - Senator Ralph Owen Brewster
- The Killing Yard (televisiefilm, 2001) - Ernie Goodman
- Club Land (televisiefilm, 2001) - Willie Walters
- What Women Want (2000) - Dan Wanamaker
- ER (televisieserie) - Dr. Gabriel Lawrence (5 afl., 1999)
- The Object of My Affection (1998) - Sidney Miller
- Mad City (1997) - Kevin Hollander
- Murder at 1600 (1997) - National Security Advisor Alvin Jordan
- Everyone Says I Love You (1996) - Bob Dandridge
- Flirting with Disaster (1996) - Richard Schlichting
- Jake's Women (televisiefilm, 1996) - Jake
- Canadian Bacon (1995) - U.S. President
- White Mile (televisiefilm, 1994) - Dan Cutler
- And the Band Played On (televisiefilm, 1993) - Dr. Robert Gallo
- Manhattan Murder Mystery (1993) - Ted
- Whispers in the Dark (1992) - Leo Green
- Betsy's Wedding (1990) - Eddie Hopper
- Crimes and Misdemeanors (1989) - Lester
- A New Life (1988) - Steve
- Sweet Liberty (1986) - Michael Burgess
- The Four Seasons (televisieserie) - Jack Burroughs (afl. Pilot, 1984)
- M*A*S*H (televisieserie) - Capt. Benjamin Franklin 'Hawkeye' Pierce (251 afl., 1972-1983)
- The Four Seasons (1981) - Jack Burroughs
- The Seduction of Joe Tynan (1979) - Joe Tynan
- California Suite (1978) - Visitors from New York - Bill Warren
- Same Time, Next Year (1978) - George Peters
- Kill Me If You Can (televisiefilm, 1977) - Caryl W. Chessman
- Annie and the Hoods (televisiefilm, 1974) - Rol onbekend
- 6 Rms Riv Vu (televisiefilm, 1974) - Paul Friedman
- Free to Be...You & Me (televisiefilm, 1974) - Verschillende rollen (Voice-over)
- Isn't It Shocking? (televisiefilm, 1973) - Sheriff Dan Barnes
- Playmates (televisiefilm, 1972) - Marshall Barnett
- To Kill a Clown (1972) - Maj. Evelyn Ritchie
- The Glass House (televisiefilm, 1972) - Jonathan Paige
- The Mephisto Waltz (1971) - Myles Clarkson
- Story Theatre (televisieserie) - Rol onbekend (1971)
- The Moonshine War (1970) - John W. (Son) Martin
- Jenny (1970) - Delano
- The Extraordinary Seaman (1969) - Lt. (j.g.) Morton Krim
- Paper Lion (1968) - George Plimpton
- Premiere (televisieserie) - Frank St. John (afl. Higher and Higher, 1968)
- Coronet Blue (televisieserie) - Clay (afl. Six Months to Mars, 1967)
- Where's Everett (televisiefilm, 1966) - Arnold Barker
- The Trials of O'Brien (televisieserie) - Nick Staphos (afl. Picture Me a Murder, 1965)
- East Side/West Side (televisieserie) - Freddie Wilcox (afl. The Sinner, 1963)
- Gone Are the Days! (1963) - Charlie Cotchipee
- Route 66 (televisieserie) - Dr. Glazer (afl. Soda Pop and Paper Flags, 1963)
- The Nurses (televisieserie) - Dr. John Griffin (2 afl., 1963)
- Naked City (televisieserie) - Poet (afl. Hold for Gloria Christmas, 1962)
- The Phil Silvers Show (televisieserie) - Carlisle Thompson III (afl. Bilko, the Art Lover, 1958)
- Secret File, U.S.A. (televisieserie) - Rol onbekend (1955)

- Bibsys: 2118176
- Biblioteca Nacional de España: XX1126641
- Bibliothèque nationale de France: cb139295828 (data)
- Catàleg d'autoritats de noms i títols de Catalunya: 981058514630806706
- CiNii: DA13014198
- Gemeinsame Normdatei: 130826006
- International Standard Name Identifier: 0000 0001 1030 337X
- Library of Congress Control Number: n83017186
- MusicBrainz: 2be4ad6b-d15e-4c22-a67c-e520bf4bb207
- National Archives and Records Administration: 10568439
- Bibliotheek van het Japanse parlement: 001282018
- Nationale Bibliotheek van Tsjechië: ola2002143820
- Nationale bibliotheek van Australië: 36451472
- Nationale Bibliotheek van Israël: 987007425371105171
- Nationale Bibliotheek van Polen: a0000001913828
- Nederlandse Thesaurus van Auteursnamen: 071994440
- SNAC: w6n30nff
- Système universitaire de documentation: 059505044
- Trove: 1257459
- Virtual International Authority File: 84955669
- WorldCat: E39PBJcGrKhwtfrYpwrgtKth73